# Fuego (album Donalda Byrda)
Fuego – album studyjny amerykańskiego trębacza jazzowego Donalda Byrda, wydany z numerem katalogowym BLP 4026 w 1960 roku przez Blue Note Records.

## Powstanie
Materiał na płytę został zarejestrowany 4 października 1959 roku przez Rudy’ego Van Geldera w należącym do niego studiu (Van Gelder Studio) w Englewood Cliffs w stanie New Jersey. Produkcją albumu zajął się Alfred Lion.

## Lista utworów
Opracowano na podstawie materiału źródłowego:
Wydanie LP
Strona A
| Nr | Tytuł utworu | Muzyka      | Długość |
| -- | ------------ | ----------- | ------- |
| 1. | „Fuego”      | Donald Byrd | 6:37    |
| 2. | „Bup a Loup” | Donald Byrd | 4:03    |
| 3. | „Funky Mama” | Donald Byrd | 10:55   |
|    |              |             | 21:35   |

Strona B
| Nr | Tytuł utworu | Muzyka      | Długość |
| -- | ------------ | ----------- | ------- |
| 1. | „Low Life”   | Donald Byrd | 6:00    |
| 2. | „Lament”     | Donald Byrd | 8:25    |
| 3. | „Amen”       | Donald Byrd | 4:46    |
|    |              |             | 19:11   |

## Twórcy
Opracowano na podstawie materiału źródłowego.
Muzycy:
- Donald Byrd – trąbka
- Jackie McLean – saksofon altowy
- Duke Pearson – fortepian
- Doug Watkins – kontrabas
- Lex Humphries – perkusja

Produkcja:
- Alfred Lion – produkcja muzyczna
- Rudy Van Gelder – inżynieria dźwięku
- Reid Miles – projekt okładki
- Francis Wolff – fotografia na okładce
- Leonard Feather – liner notes
- Michael Cuscuna – produkcja muzyczna (reedycja z 2005)
- Bob Blumenthal – liner notes (reedycja z 2005)